# (17438) Quasimodo
Pour les articles homonymes, voir Quasimodo.
(17438) Quasimodo est un astéroïde de la ceinture principale. Il est nommé à l'effigie de Salvatore Quasimodo.

## Description
(17438) Quasimodo est un astéroïde de la ceinture principale. Il fut découvert le 26 septembre 1989 à La Silla par Eric Walter Elst. Il présente une orbite caractérisée par un demi-grand axe de 2,32 UA, une excentricité de 0,13 et une inclinaison de 3,3° par rapport à l'écliptique.